# Strade provinciali della provincia di Modena
Elenco delle strade provinciali poste nella provincia di Modena.
Per effetto dell'adozione del DPCM 21 novembre 2019 e la sottoscrizione del verbale del 7 aprile 2021, dall'8 aprile 2021 la rete stradale provinciale ha subito importanti modifiche, passando complessivamente da una rete di 1026 chilometri ad una rete di 928 chilometri: alcuni tratti di strade provinciali sono stati trasferiti ad ANAS (S.P. 1 – S.P. 13.2 – S.P. 40 – S.P. 324 – S.P. 413 – S.P. 468 – S.P. 568 – S.P. 569 – S.P. 623 – asse viario Modena-Sassuolo), mentre un tratto della S.S. 12 dell’Abetone e del Brennero ha assunto la denominazione “S.P. 42” nel tratto tra i Comuni di Lama Mocogno e Pievepelago divenendo di competenza provinciale.
Complessivamente la rete in gestione all'amministrazione provinciale di Modena è di 928 chilometri, di cui oltre 355 in pianura.

## Elenco
| Numero                                         | Denominazione                                                      | Capisaldi di itinerario e percorso | km                  |
| ---------------------------------------------- | ------------------------------------------------------------------ | --- | ------------------- |
|                                                | Sorbarese                                                          | innesto su SS568 - Ravarino - Rami - Casoni - Bomporto - Sorbara - innesto su SS12 - Sozzigalli - Limidi - Carpi (innesto su SP413) - Migliarina - confine provincia RE                                               | 25,035              |
|                                                | Panaria Bassa                                                      | innesto su SP255 a Modena - Villavara - Bomporto - Gorghetto - San Michele - Solara - Camposanto - Canaletto - innesto su SP468                                                                                       | 30,885              |
|                                                | Panaria Bassa diramazione per Bomporto                             | Bomporto: innesto su SP2 - innesto su SP1 | 2,615               |
| SP 2ter                                        | Variante di Camposanto                                             | Camposanto: innesto su SP2 - innesto su SP5 - innesto su SS568 | 2,350               |
|                                                | Giardini                                                           | Modena - Casinalbo - Formigine - Fiorano Modenese - Maranello - San Venanzio - Montagnana - Casa Bartolacelli - Stella - Ligorzano - Serramazzoni - La Berzigala - Casa Bosi - innesto su SS12                        | 35,500              |
|                                                | Fondovalle Panaro                                                  | innesto su SS623 a Vignola - Marano sul Panaro - Casa Bonettini - Pavullo - Sestola - innesto su SP324 a Fanano | 40,765              |
|                                                | Fondovalle Panaro diramazione per Torre                            | innesto su SP4 a Marano sul Panaro - Torre (Savignano s/P) - innesto su SS623 | 2,433               |
| Tangenziale di Marano                          | Marano sul Panaro                                                  | 0,635 |                     |
|                                                | di Cavezzo                                                         | innesto su SS568 a Camposanto - Cappelletta del Duca - Cavezzo - San Possidonio - innesto su SP8 a Concordia sulla Secchia                                                                                            | 19,836              |
| di Cavezzo diramazione per San Giacomo Roncole | innesto su SP468 a Cavezzo - San Giacomo Roncole - innesto su SS12 | 3,150 |                     |
|                                                | di San Giovanni Persiceto                                          | innesto su ex SS9 a Castelfranco Emilia - confine provinciale BO | 5,913               |
|                                                | delle Valli                                                        | innesto su SP8 a Concordia sulla Secchia - Fossa - Quaderlina - Quarantoli - Gavello - Tre Gobbi - San Martino Spino - innesto su SP9                                                                                 | 23,780              |
|                                                | delle Valli diramazione per Vallalta                               | innesto su SP7 a Concordia s/S - Vallalta - confine Lombardia | 4,168               |
| SP 7ter                                        | delle Valli diramazione per Ponte dei Rossi                        | innesto su SP7 a San Martino Spino - Ponte dei Rossi - confine Lombardia | 1,410               |
|                                                | di Mirandola                                                       | innesto su SP413 a Novi di Modena - Concordia sulla Secchia - Ponte Rovere - Mirandola - Mortizzuolo - Ponte San Pellegrino - Confine - innesto su SP9 - Pavignane - innesto su SS468 a Massa Finalese                | 29,350              |
| SP 8.1                                         | di Mirandola diramazione per San Felice                            | innesto su SP8 in loc. Ponte San Pellegrino - San Felice sul Panaro | 4,402               |
| SP 8.2                                         | di Mirandola diramazione per Moglia                                | innesto su SP8 a Concordia sulla Secchia - confine Lombardia | 3,640               |
| SP 8.3                                         | di Mirandola diramazione per Rolo                                  | innesto su SP413 a Novi di Modena - confine provinciale RE | 0,613               |
|                                                | Imperiale                                                          | innesto su SS468 a Rivara - Pavignane - confine provinciale FE | 13,290              |
| SP 9.1                                         | Imperiale diramazione dell'Albero                                  | innesto su SP9 (PK 8+000) a Finale - innesto su S.C. via Albero (Massa Finalese) | 0,600               |
|                                                | di Finale Emilia                                                   | Alberone - Finale Emilia | 5,066               |
| SP 10.1                                        | di Finale Emilia diramazione per Scortichino                       | Alberone - Finale Emilia | 4,384               |
|                                                | della Pioppa                                                       | innesto su SS468 a Rovereto sulla Secchia - Ponte Pioppa - innesto su SP5 a San Possidonio | 7,850               |
| SP 11.1                                        | della Pioppa diramazione per Mirandola                             | innesto su SP5 a San Possidonio - innesto su SP8 a Ponte Rovere (Mirandola) | 3,750               |
|                                                | di Soliera                                                         | innesto su SS413 loc. Appalto - Soliera - Limidi - Cortile - innesto su SS468 | 13,222              |
|                                                | di Campogalliano                                                   | innesto su SS413 a Modena - Campogalliano - Panzano - Gargallo - innesto su SS413 a Carpi | 13,330              |
| SP 13.1                                        | di Campogalliano diramazione San Martino in Rio                    | innesto su SP13 a Campogalliano - confine provinciale RE | 2,840               |
| SP 13.2                                        | di Campogalliano diramazione per S. Croce                          | Carpi: innesto su SS413 - innesto su SS468 | 1,535               |
| SP 13.3                                        | di Campogalliano diramazione per Via Reggio                        | innesto su SP 13.1 a Campogalliano - confine provinciale RE | 0,793               |
|                                                | di Castelfranco Emilia                                             | innesto su SP1 a Ravarino - La Grande - Nonantola - Redù - Recovato - Pioppa - innesto su ex SS9 a Castelfranco Emilia - San Cesario sul Panaro - Altolà - Magazzino - Mulino - innesto su SS569 (Savignano s/P)      | 30,281              |
| SP 14 dir                                      | diramazione di Fossa Signora                                       | innesto su SP255 Tangenziale di Nonantola - innesto su SP14 | 1,204               |
| SP 14 tang.                                    | tangenziale di San Cesario sul Panaro                              | innesto su SP14 - innesto su SP14 | 3,400               |
|                                                | di Magreta                                                         | innesto su SS9 a Modena - Marzaglia Nuova - Colombarone - Magreta - innesto su SP467 a Sassuolo | 11,123              |
|                                                | di Castelnuovo Rangone                                             | Fiorano - Formigine - Colombaro - Castelnuovo Rangone - Settecani - S. Eusebio - Spilamberto - Altolà | 22,280              |
|                                                | di Castelvetro                                                     | innesto su SS12 a Modena - Portile - Castelnuovo Rangone - Settecani - Ca' di Sola - Castelvetro - innesto su SP4 a Vignola                                                                                           | 18,022              |
|                                                | di Puianello                                                       | innesto su SP17 a Castelvetro - Levizzano - Riccò - innesto su SP21 a San Dalmazio | 16,920              |
|                                                | di Castelvecchio                                                   | Sassuolo - San Michele - La Fredda - Casa Azzoni - Castelvecchio - innesto su SP21 a Prignano s/S | 19,490              |
|                                                | di San Pellegrinetto                                               | innesto su SP19 a Sassuolo - Montegibbio - Montebaranzone - Varana - innesto su SP21 a San Pellegrinetto | 18,800              |
|                                                | di Serramazzoni                                                    | innesto su SP4 a Marano s/P - Rodiano - Ospitaletto - San Dalmazio - innesto su SS12 - Serramazzoni - San Pellegrinetto - Moncerrato - Prignano s/S - innesto su SP23                                                 | 37,685              |
|                                                | di Sant'Antonio                                                    | innesto su SP4 a Marano s/P - Ca' Rossa - Coscogno - Sant'Antonio - innesto SS12 | 13,520              |
|                                                | di Valle Rossenna                                                  | confine prov. RE - Prignano - Ca' Oceta - Talbignano - Gombola - Polinago - Montecerreto - innesto su SP28 | 25,100              |
|                                                | di Monchio                                                         | innesto su SP23 - La Volta - Saltino - Monchio - Lama di Monchio - Costrignano - Susano - innesto su SP28 | 15,590              |
|                                                | di Monteombraro                                                    | innesto su SS623 loc. Zocchetta - Montombraro - Ciano - confine provincia BO | 13,330              |
|                                                | di Samone                                                          | innesto su SP27 a Pavullo - Castagneto - innesto su SP4 - Ponte Samone - Samone - innesto su SS623 | 17,086              |
|                                                | della Docciola                                                     | innesto su SS12 a Pavullo - Verica - innesto su SP4 - Ponte Docciola - San Giacomo - Salto - Montese - innesto su SS623                                                                                               | 28,612              |
|                                                | di Palagano                                                        | innesto su SS12 a Lama Mocogno - Mocogno - Montemolino - Palagano - Savoniero - Vitriola - innesto su SP486 | 28,420              |
|                                                | di Gaiato                                                          | innesto su SS12 a Querciagrossa - La Pozzaccia - Gaiato | 2,650               |
|                                                | di Sestola                                                         | innesto su SS12 - Renno - Casine - Castellaro - innesto su SP324 loc. Poggioraso | 20,535              |
|                                                | di Acquaria                                                        | innesto su SS12 loc. Gaianello - Camatta - Olina - Piandellavalle - Rovinella - Acquaria - innesto su SP324 | 17,438              |
|                                                | di Frassinoro                                                      | innesto su SP486 a Montefiorino - La Verna - Tolara - Frassinoro - Pietravolta - innesto su SP486 | 19,722              |
|                                                | di Frassineti                                                      | Pavullo - Miceno - Frassineti - Brandola - Polinago - innesto su SP23 | 17,770              |
|                                                | di Maserno                                                         | innesto su SP27 a Montese - Maserno - confine provincia BO | 12,170              |
|                                                | di Fontanaluccia                                                   | innesto su SP32 loc. Madonna di Pietravolta - Fontanaluccia - confine provincia RE | 7,414               |
|                                                | di Malandrone                                                      | innesto su SP21 a Serramazzoni - innesto su SP22 a Pavullo | 5,070               |
|                                                | di Serravalle                                                      | innesto su SS569 a Savignano sul Panaro - confine prov. BO | 1,140               |
|                                                | di Civago                                                          | innesto su SP486 a Piandelagotti - confine prov. RE | 7,530               |
|                                                | di Monte Santa Giulia                                              | innesto su SP24 a Monchio - Parco di Monte S. Giulia | 1,540               |
| [ 4 ] [ 5 ]                                    | di Vaglio                                                          | Lama Mocogno - Vaglio - Valdalbero | 9,535               |
|                                                | Via Vandelli                                                       | innesto su SS12 a Torre Maina - innesto su SP18 | 4,400               |
|                                                | ex SS 12 dell'Abetone e del Brennero                               | Pievepelago - Serpiano - Barigazzo - La Santona - Borra - Lama Mocogno | da 98,990 a 123,700 |
|                                                | di San Matteo Decima                                               | Modena - Nonantola - via Larga | 14,424              |
| Tangenziale Rabin                              | innesto su SS724 dir/A a Modena - innesto su SP255                 | senza progressiva km |                     |
| Tangenziale di Nonantola                       | Nonantola                                                          | 7,045 |                     |
|                                                | del Passo delle Radici                                             | Ponte sul torrente Dardagna - Fanano - Poggioraso - Sestola - Roncoscaglia - Montecreto - Riolunato - Pievepelago - Cadognolo - Sant'Anna Pelago - confine Toscana                                                    | da 24,806 a 77,794  |
|                                                | Romana                                                             | Confine Lombardia - Novi di Modena - Fossoli - Carpi - Soliera - Ganaceto - Lesignana - innesto su SS724 a Modena | da 31,285 a 63,500  |
|                                                | Bretella nord di Carpi                                             | da SP 413 a SP 468 | 2,020               |
| SP 467                                         | di Scandiano                                                       | confine prov. Reggio Emilia - Sassuolo - Fiorano - Pozza di Maranello (innesto su SP Nuova Pedemontana) | da 20,600 a 31,850  |
|                                                | Nuova Pedemontana                                                  | Bazzano - Savignano s/P - Spilamberto - Vignola - Castelvetro - Pozza di Maranello (innesto su SP 467) | 15,628              |
| SP 468                                         | Tangenziale di Finale Emilia                                       | Reno Finalese - Finale Emilia - Canaletto | 4,755               |
| SP 468                                         | di Correggio                                                       | confine prov. RE - Carpi - San Marino - Rovereto sulla Secchia - Motta - Cavezzo - Medolla - Polo Industriale _ San Felice sul Panaro - Massa Finalese - Canaletto - Finale Emilia - Reno Finalese - confine prov. FE | da 20,968 a 74,260  |
| SP 486                                         | di Montefiorino                                                    | Modena - Baggiovara - Casinalbo - Formigine - Sassuolo - Prov. RE - Prignano - Prov. RE - Vitriola - Montefiorino - Lago - Sassatella - Spervara - Cargedolo - Riccovolto - Piandelagotti - innesto su SP 324         | 83,850              |
| ex SP 568                                      | di Crevalcore                                                      | innesto su SS468 a San Felice sul Panaro - Camposanto - Prov. BO - Stuffione - Ravarino - confine prov. BO | 11,325              |
| ex SP3 bis                                     | Asse viario Modena-Sassuolo                                        | innesto su SS724 a Baggiovara - innesto su SS724 a Casinalbo. | da 12,070 a 14,650  |
| SP 569                                         | di Vignola                                                         | innesto su SS12 a Pozza di Maranello - Solignano Nuovo - Ca' di Sola - Vignola - Formica - Savignano s/P - Mulino - confine prov. BO                                                                                  | 24,145              |
| ex SP 623                                      | del Passo Brasa                                                    | innesto su SS724 dir/A a Modena - San Damaso - San Donnino - Spilamberto - Vignola - Formica - Garofano - Guiglia - Monteorsello - Roccamalatina - Zocca - Lame - confine prov. BO                                    | 68,420              |

.

## Piste ciclabili provinciali

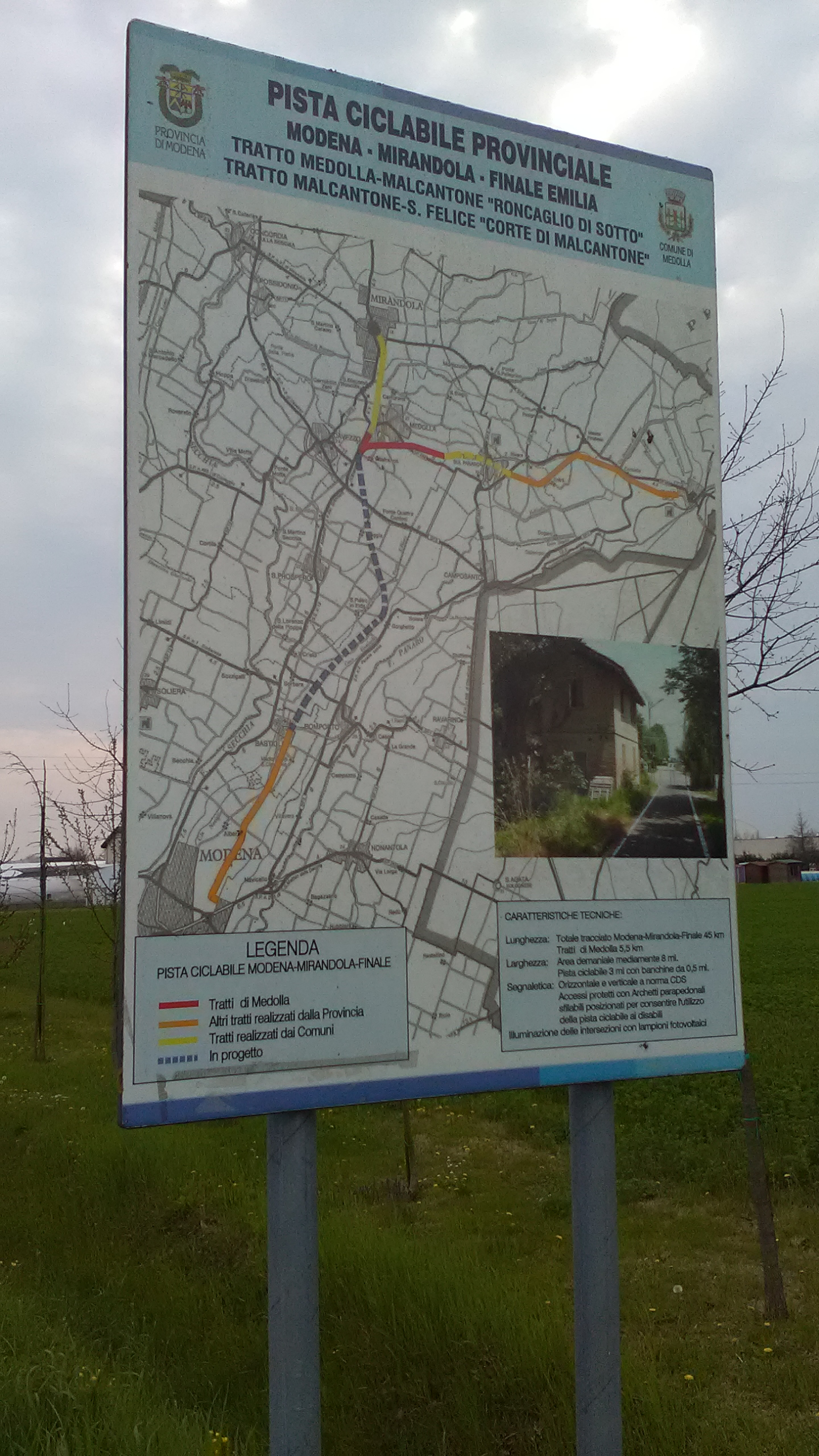
Piste ciclabili provinciali della bassa modenese

La competenza delle piste ciclabili provinciali (categoria F bis) è stata trasferita ai comuni.
| Numero                                | Denominazione                                                                    | Percorso                                                    | km     |
| ------------------------------------- | -------------------------------------------------------------------------------- | ----------------------------------------------------------- | ------ |
|                                       | Pista ciclabile Modena-Vignola                                                   | Modena - Castelnuovo - Spilamberto - Vignola                | 21,000 |
|                                       | Pista ciclabile Modena-Mirandola-Finale Emilia                                   | Bastiglia                                                   | 2,640  |
| Medolla direzione Mirandola           | Pista ciclabile Modena-Mirandola-Finale Emilia                                   | 1,000                                                       |        |
| Medolla direzione Finale              | Pista ciclabile Modena-Mirandola-Finale Emilia                                   | 4,890                                                       |        |
| San Felice sul Panaro - Finale Emilia | Pista ciclabile Modena-Mirandola-Finale Emilia                                   | 4,262                                                       |        |
| Finale Emilia                         | Pista ciclabile Modena-Mirandola-Finale Emilia                                   | 7,094                                                       |        |
|                                       | Ciclovia del Sole (EuroVelo 7) (realizzata dalla Città metropolitana di Bologna) | Camposanto - San Felice sul Panaro - Mirandola - Tramuschio |        |